# Bolivianische Fußballnationalmannschaft (U-20-Frauen)
Die bolivianische U-20-Fußballnationalmannschaft der Frauen repräsentiert Bolivien im internationalen Frauenfußball. Die Nationalmannschaft untersteht der Federación Boliviana de Fútbol und wird seit März 2022 von Pablo Cabanillas Palazuelos trainiert. Der Spitzname der Mannschaft ist Las Guerreras de La Verde.
Die Mannschaft tritt bei der Südamerika-Meisterschaft, den Juegos Bolivarianos und (theoretisch) auch bei der U-20-Weltmeisterschaft für Bolivien an. Bislang ist es dem Team jedoch nie gelungen, sich für eine WM-Endrunde zu qualifizieren. Zu den größten Erfolgen der bolivianischen U-20-Auswahl zählen zwei vierte Plätze bei den Südamerikameisterschaften 2004 und 2014 sowie die Bronzemedaille bei den Juegos Bolivarianos 2013.

## Turnierbilanz

### Weltmeisterschaft
| Jahr   | Gastgeber       | Platzierung        |
| ------ | --------------- | ------------------ |
| 2002   | Kanada          | nicht qualifiziert |
| 2004   | Thailand        | nicht qualifiziert |
| 2006   | Russland        | nicht qualifiziert |
| 2008   | Chile           | nicht qualifiziert |
| 2010   | Deutschland     | nicht qualifiziert |
| 2012   | Japan           | nicht qualifiziert |
| 2014   | Kanada          | nicht qualifiziert |
| 2016   | Papua-Neuguinea | nicht qualifiziert |
| 2018   | Frankreich      | nicht qualifiziert |
| 2020 1 | Costa Rica 1    | – 1                |
| 2022   | Costa Rica      | nicht qualifiziert |
| 2024   | Kolumbien       | nicht qualifiziert |

### Südamerika-Meisterschaft
| Jahr   | Gastgeber     | Platzierung  |
| ------ | ------------- | ------------ |
| 2004   | Brasilien     | 4. Platz     |
| 2006   | Chile         | Gruppenphase |
| 2008   | Brasilien     | Gruppenphase |
| 2010   | Kolumbien     | Gruppenphase |
| 2012   | Brasilien     | Gruppenphase |
| 2014   | Uruguay       | 4. Platz     |
| 2015   | Brasilien     | Gruppenphase |
| 2018   | Ecuador       | Gruppenphase |
| 2020 2 | Argentinien 2 | – 2          |
| 2022   | Chile         | Gruppenphase |
| 2024   | Ecuador       | Gruppenphase |

### Juegos Bolivarianos
| Jahr | Gastgeber | Platzierung        |
| ---- | --------- | ------------------ |
| 2005 | Kolumbien | Halbfinale 3       |
| 2009 | Bolivien  | 4. Platz 3         |
| 2013 | Peru      | 3. Platz           |
| 2017 | Kolumbien | 4. Platz           |
| 2022 | Kolumbien | nicht qualifiziert |